# Villanueva de Duero
Villanueva de Duero is een gemeente in de Spaanse provincie Valladolid in de regio Castilië en León met een oppervlakte van 37,43 km². Villanueva de Duero telt 1.196 inwoners (1 januari 2016).